# Maielis González
Maielis González Fernández (La Habana, 1989) es una ensayista, traductora e investigadora literaria cubana, especializada en ciencia ficción y literatura fantástica.

## Trayectoria
Se licenció en Letras en 2012 y fue profesora de la Facultad de Artes y Letras de la Universidad de La Habana entre 2012 y 2016. Ha publicado varios artículos sobre ciencia ficción y literatura fantástica en revistas como Digital miNatura, Upsalón y el Boletín Hispánico Helvético. 
González ganó el premio Óscar Hurtado en 2014 por el ensayo titulado Jorge Luis Borges y el cambio de paradigma en la literatura fantástica, que trata sobre la obra del escritor argentino Jorge Luis Borges, premio otorgado por el Taller Literario de Ciencia Ficción y Fantasía Espacio Abierto en Cuba.
En 2019 tradujo, junto a Arrate Hidalgo, la novela titulada Hija de Legbara, de la escritora jamaicana Nalo Hopkinson y publicada por la editorial Apache.
Al año siguiente, en 2020 creó, junto a Sofía Barker, el pódcast literario Las Escritoras de Urras, que busca difundir el trabajo de escritoras de fantasía, ciencia ficción y terror. El nombre del pódcast hace referencia al libro Los desposeídos de la escritora estadounidense Ursula K. Le Guin. Fue galardonado en el 2021 y 2022 con el premio Ignotus a Mejor Producción Audiovisual.

## Reconocimientos
En 2014, González recibió la beca de creación literaria Caballo de Coral, otorgada por el Centro de Formación Literaria Onelio Jorge Cardoso en Cuba. Ese mismo año, su ensayo titulado Jorge Luis Borges y el cambio de paradigma en la literatura fantástica fue galardonado con el premio Óscar Hurtado a mejor artículo teórico sobre temas afines a la fantasía y la ciencia ficción.
González obtuvo el segundo lugar en el concurso de cuentos de ciencia ficción Juventud Técnica en 2015. También ganó el Premio de Narrativa Breve Eduardo Kovalivker en 2016, a raíz del cual se publicó su primer libro de relatos Los días de la histeria, por la Colección Sur.
En 2021 y 2022, su pódcast literario Las Escritoras de Urras que realiza junto a Sofía Barker desde 2020 para difundir el trabajo de escritoras de fantasía, ciencia ficción y terror fue galardonado con el premio Ignotus a Mejor Producción Audiovisual.

## Obra
- 2015 – Los días de la histeria. Colección Sur. ISBN 9789593021708
- 2016 – Sobre los nerds y otras criaturas mitológicas. Guantanamera. ISBN 9788417104412
- 2019 – Espejuelos para ver por dentro. Cerbero. ISBN 9788412020229
- 2020 – Antología Iberoamericana de ciencia ficción (compiladora junto con Sofía Rhei). Norma. ISBN 9789580017097
- 2020 – De rebaños o de pastores. Cazador de ratas. ISBN 9788417646820
- 2021 – Catalejos para mirar muy de cerca. Editorial Cerbero. ISBN 9788412476408